# Joachim Seeger

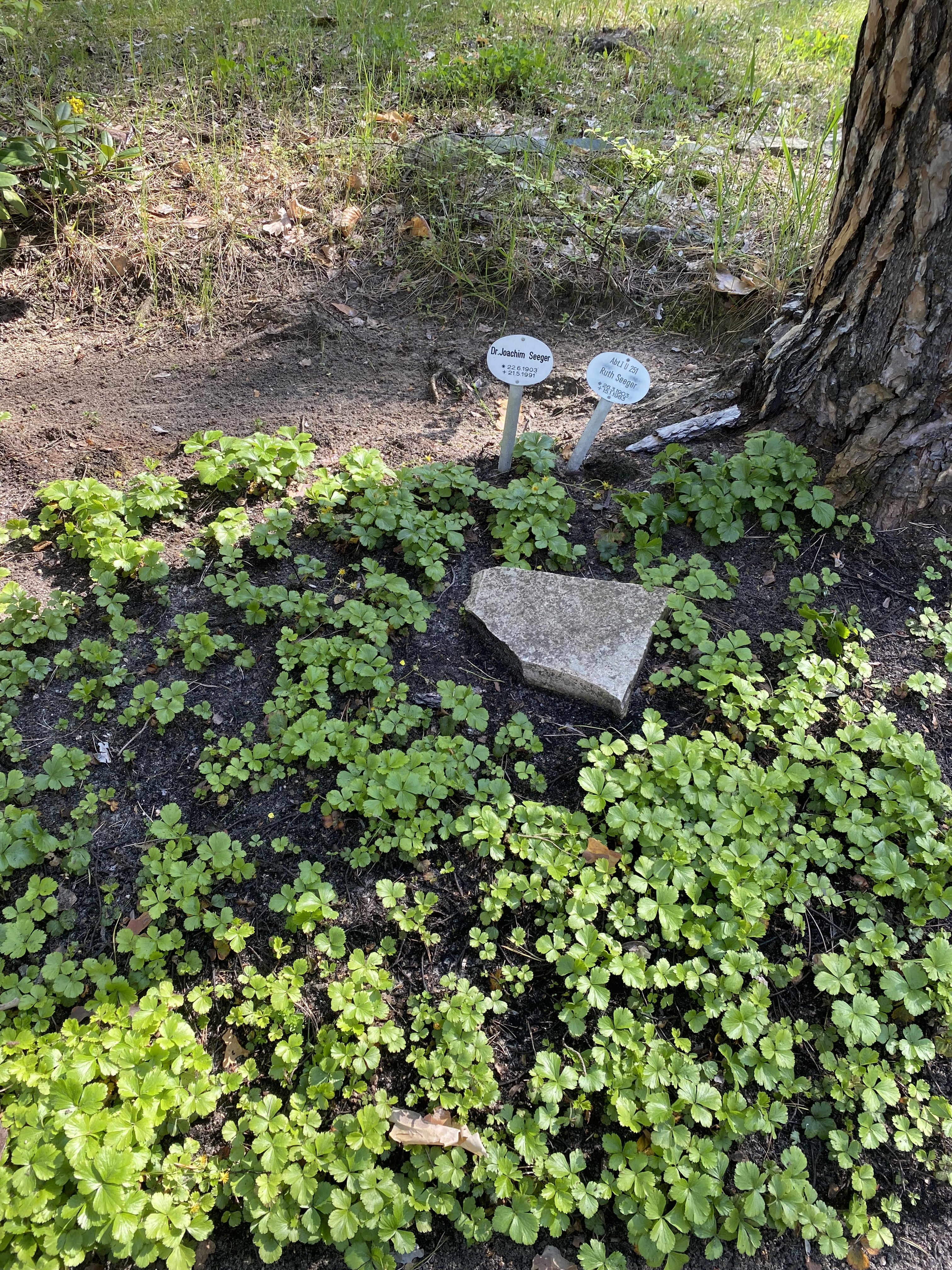
Grabstätte auf dem Waldfriedhof Zehlendorf

Joachim Friedrich Seeger (* 22. Juni 1903; † 21. Mai 1991) war ein deutscher Kunsthistoriker.

## Leben
Joachim Seeger studierte Kunstgeschichte und promovierte 1930/1932 in Leipzig. Seit 1937 war er beim Brandenburgischen Provinzialverband in Berlin als wissenschaftlicher Mitarbeiter angestellt. Seeger war in den folgenden Jahren an der Herausgabe mehrerer Bände der Kunstdenkmäler in Brandenburg und Schleswig-Holstein beteiligt.
Er lebte bis 1964 in Berlin-Nikolassee. Von 1973 ist ein Briefwechsel mit dem brandenburgischen Landeshistoriker Johannes Schultze erhalten.
Joachim Seeger wurde auf dem Waldfriedhof Zehlendorf (Abt. I U 251) beigesetzt. Auf der Grabstätte gibt es keinen Stein.

## Publikationen
- Hans Schenck (genannt Scheußlich). Ein deutscher Bildhauer des 16. Jahrhunderts. Dissertation, Leipzig. Auch in:  Hans Schenck (genannt Scheußlich). In:  Mitteilungen des Vereins für die Geschichte Berlins. Nr. 2, 1932, S. 33–50 (zlb.de). (Fortsetzung). In:  Mitteilungen des Vereins für die Geschichte Berlins. Nr. 3, 1932, S. 65–86 (zlb.de).
- Die Kunstdenkmäler des Kreises Eiderstedt. Berlin 1939, mit Gustav Oberdieck, Ludwig Rohling, Helmut Perseke (= Die Kunstdenkmäler der Provinz Schleswig-Holstein, Band 3).
- Die Kunstdenkmäler des Kreises Niederbarnim. Berlin 1939, mit Heinrich Jerchel Digitalisat  (= Die Kunstdenkmäler der Provinz Brandenburg, Band 3,4).
- Die Kunstdenkmäler des Kreises Sorau und der Stadt Forst. Berlin 1939, mit Hans Erich Kubach (= Die Kunstdenkmäler der Provinz Brandenburg, Band 5, 6); zbc.uz.zgora.pl
- Die Kunstdenkmäler des Kreises Teltow. Berlin 1941, mit Hans Erich Kubach (= Die Kunstdenkmäler der Provinz Brandenburg, Band 4, 1).
- Die Kunstdenkmäler des Kreises Eckernförde. München / Berlin 1950; mit Gustav Oberdieck, Ludwig Rohling, Helmut Perseke (= Die Kunstdenkmäler des Landes Schleswig-Holstein, Band 5).
- Schloss und Park Tegel. Der Bau und seine Geschichte. München 1962; Neuauflage 1976.